# Layayda
Layayda (arabiska: العيايدة) är ett arrondissement i staden Salé i Marocko. Antalet invånare var 153 361 vid folkräkningen 2014.